# Guillaume Puy

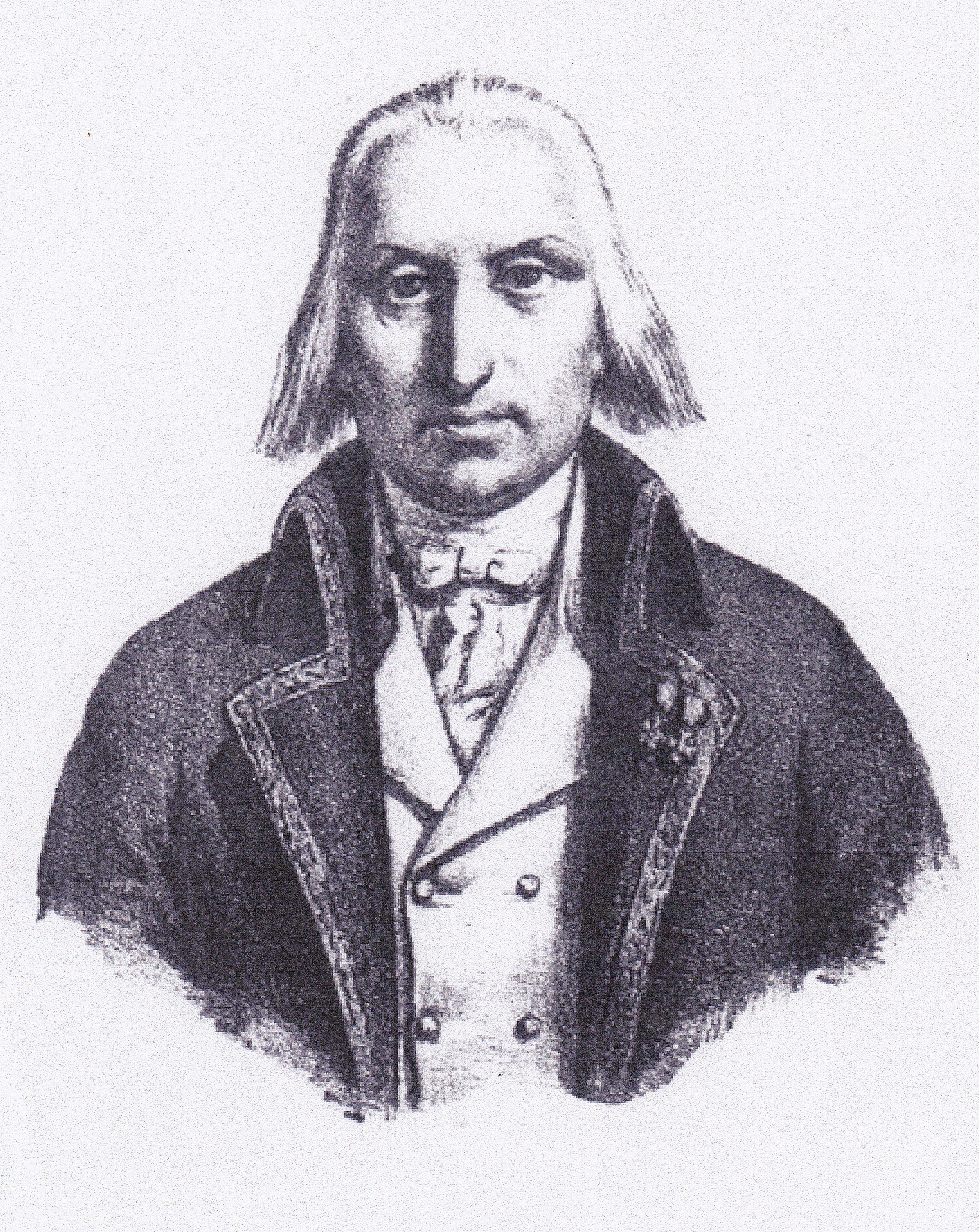
Guillaume Puy

François Ignace Guillaume de Puy (Avignon, 29 januari 1751 - Sauveterre, 23 juli 1820) was een Frans politicus. Hij was tussen 1795 en 1815 gedurende meer dan elf jaar burgemeester van Avignon.

## Levensloop
Hij was een zoon van Antoinette Reine d'Armand en François Haycinthe de Puy, schatbewaarder van paus Benedictus XIV. Hij werd geboren in de Comtat Venaissin, een pauselijk gebied. De familie de Puy was welgesteld en bezat naar een burgerpaleis in Avignon (het Hôtel Armand) ook landerijen rond Sauveterre aan de overzijde van de Rhône. Guillaume liep school bij de jezuïeten in Avignon en toen hij twintig was kocht zijn vader voor hem een aanstelling als onderluitenant in een dragonderregiment. In 1789 verliet hij het leger met de graad van kapitein.
In 1791 huwde hij met Joséphine de Veyle en het echtpaar kreeg twee kinderen: een jonggestorven zoon en een dochter Antoinette. In 1795 overleed Puy's echtgenote. Hij woonde afwisselend in Avignon en in het kasteel van Sauveterre, dat hij bij zijn huwelijk van zijn vader cadeau had gekregen.

### Politieke carrière

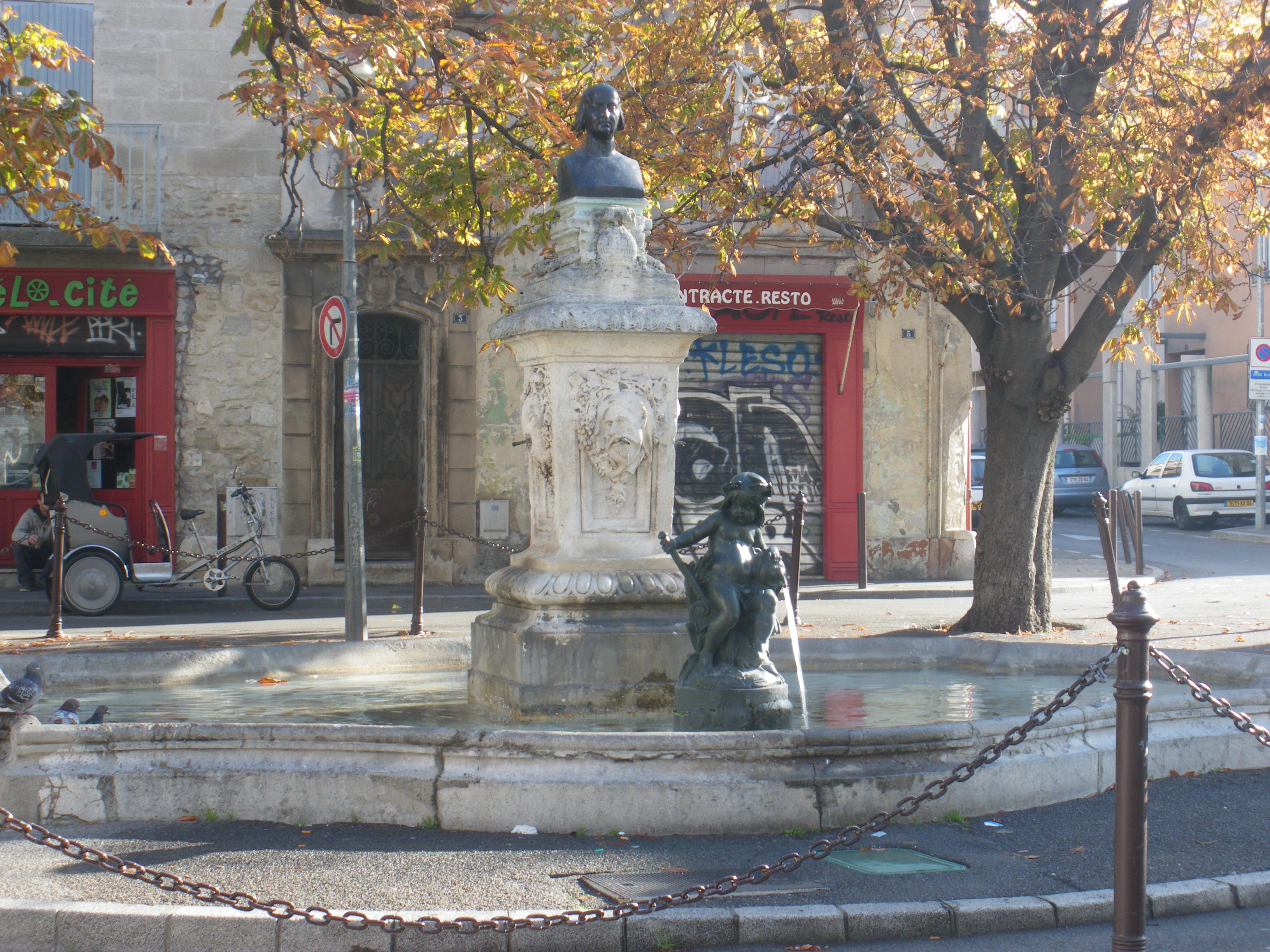
Borstbeeld en fontein op de Place Pasteur in Avignon

Puy hield zijn afzijdig in de eerste jaren van de Franse Revolutie, waarbij de Comtat Venaissin werd aangehecht bij Frankrijk. In 1794 werd hij aangesteld als schatbewaarder van de gemeente Avignon en een jaar later, op 6 maart 1795, werd hij aangesteld als burgemeester. Puy werd gezien als een man van recht en orde die rust moest brengen in Avignon, waar na de Terreur het gemeentebestuur weer in handen was gekomen van de gematigde burgerij. Als burgemeester werd hij geconfronteerd met royalisten en een radicale nationale garde die elkaar naar het leven stonden. Ook waren er voedseltekorten na een strenge winter. Samen met andere verkozenen ging hij een persoonlijke lening voor 300.000 francs aan om de dringendste noden te lenigen. Hij verkocht de oude stadspoorten om de ambtenaren te kunnen betalen. En hij herorganiseerde de nationale garde en hij gaf een kerk terug voor de katholieke eredienst om de sociale onvrede in te dijken.
In oktober 1795 moest hij aftreden nadat een wet elk openbaar ambt verbood aan familieleden van émigrés. Dit gold voor Guillaume Puy, van wie bovendien een broer was gestorven onder de guillotine. Tijdens het Directoire oefende hij geen publieke functies meer uit.
In mei 1800, Napoleon was inmiddels aan de macht, werd Puy opnieuw aangesteld als burgemeester van Avignon. Om de armoede te bestijden richtte hij een bureau de bienfaisance in en blies hij de bestaande berg van barmhartigheid nieuw leven in. Hij stimuleerde de productie en handel in zijde en richtte markten in om de economie van de gemeente te bevorderen. Hij bekwam fondsen voor de bouw van een houten brug over de Rhône. Hij zette zich ook in voor onderwijs en volksgezondheid. Hij opende verschillende nieuwe scholen, voorzag gratis vaccinaties tegen de pokken en voorzag opleiding voor vroedvrouwen. 
In 1806 nam Puy ontslag als burgemeester na een dispuut met de prefect van Vaucluse.
In 1811 werd hij opnieuw aangesteld: Napoleon noemde hem een modelburgemeester. Hij zette zijn beleid verder van armenzorg en het bevorden van de landbouw en de nijverheid. De oplopende spanningen tussen bonapartisten en royalisten eisten hun tol bij Puy en in juli 1815 bood hij uitgeput zijn ontslag aan. Hij kwam terug op deze beslissing. Maar in augustus van dat jaar na de nederlaag van Napoleon werd maarschalk Guillaume Brune door royalisten in Avignon vermoord. Puy kwam persoonlijk tussen, maar werd zelf bedreigd en kon de woedende menigte niet de baas. Een coalitieleger van Oostenrijkers werd ingekwartierd in Avignon, een zware last voor de stad. In september nam een uitgeputte Puy ontslag en trok zich terug in zijn kasteel in Sauveterre.
Hij stelde zich nog verkiesbaar voor de Chambre des députés en werd op 11 september 1819 verkozen. Hij zetelde in de rechtse fractie maar nam al na drie maanden ontslag om gezondheidsredenen.

## Eerbewijzen
Eind negentiende eeuw werd een straat naar hem genoemd in Avignon en werd er een borstbeeld van hem onthuld dat een fontein sierde. Dit bronzen beeld gemaakt door Claude André Farigoule werd neergehaald en omgesmolten tijdens de Tweede Wereldoorlog. Een replica van het beeld werd in 1989 teruggeplaatst op de fontein.